# Amsterdam RAI
Amsterdam RAI – stacja kolejowa w Amsterdamie, w prowincji Holandia Północna, w Holandii. Stacja jest położona pomiędzy pasami drogowymi Autostrady A10.
| Amsterdam RAI               |  |                                |
| Linia                       |  |                                |
| Duivendrechtodległość: 5 km |  | Amsterdam Zuid odległość: 2 km |